# Condado de Zollern
O Condado de Zollern (Hohenzollern após 1218), foi um condado do Sacro Império Romano-Germânico, criado em 1052. Durante toda sua existência, foi governado pela Casa de Hohenzollern, natural do condado. Terminou em 1576 com sua partição, originando também ramos dinásticos para a casa real. 

## História
De acordo com o cronista medieval Berthold de Reichenau, o nobre, Burcardo I de Zollern (de Zolorin), nasceu antes de 1025 e morreu em 1061. Os Zollerns receberam o título do imperador Henrique V em 1111. Como leais à dinastia de Hohenstaufen da Suábia, eles foram capazes de ampliar significativamente o seu território. O conde Frederico III (c. 1139 - c 1200) acompanhou o imperador Frederico I contra Henrique, o Leão, em 1180, e por meio de seu casamento foi concedida o Burgraviato de Nuremberga pelo imperador Henrique VI da Germânia, em 1191. Em 1218, o burgraviato foi passado para o filho mais novo de Frederico, Conrado, ele assim tornou-se o antepassado da Francônia ramo Hohenzollern, que adquiriu o Eleitorado de Brandemburgo em 1415, sento ancestral dos príncipes-eleitores de Brandemburgo, duques da Prússia, reis da Prússia, imperadores alemães, etc.
Afetado por problemas econômicos e disputas internas, os condes Hohenzollern do século XIV em diante ficaram sob pressão por seus vizinhos poderosos, os condes de Vurtemberga e as cidades da Liga da Suábia, cujas tropas destruíram o Castelo de Hohenzollern em 1423. No entanto, os Hohenzollerns mantiveram suas propriedades, apoiados por seus primos Brandemburgo e a Casa de Habsburgo. Em 1534, o conde Carlos I de Hohenzollern (1512-1576) recebeu os municípios de Sigmaringen e Veringen como feudos imperiais.
Em 1576, após a morte de Carlos I, no condado de Hohenzollern foi dividido entre seus três filhos:
- Eitel Frederico IV de Hohenzollern-Hechingen (1545-1605)
- Carlos II de Hohenzollern-Sigmaringen (1547-1606)
- Cristóvão de Hohenzollern-Haigerloch (1552-1592)

A linhagem de Hohenzollern-Haigerloch caiu para Hohenzollern-Sigmaringen em 1767. Os três estados resultantes de sua partição vieram a unir-se novamente em 1850, quando foram anexados pela Prússia. Após a abolição de monarquia na Alemanha em 1918, seu território continuou fazendo parte da Prússia (até 1946), depois Vurtemberga-Hohenzollern (1946 - 1952) e atualmente faz parte do estado alemão Bade-Vurtemberga.